# Corallana tridentata
Corallana tridentata är en kräftdjursart som beskrevs av Jones, Icely och Cragg 1983. Corallana tridentata ingår i släktet Corallana och familjen Corallanidae. Inga underarter finns listade i Catalogue of Life.